# 網代 (熱海市)
網代（あじろ）は、静岡県熱海市の地名である。本項ではその前身である網代町（1889年（明治22年）の町村制施行時は網代村）についても説明する。

## 地理
静岡県熱海市南東部に位置する。網代漁港や網代温泉を有する。東・北は相模灘に面し、西は下多賀、南は伊東市宇佐美と隣接する。国道135号が相模灘沿いを通過する。JR伊東線網代駅は熱海市網代ではなく隣接する熱海市下多賀にある。

## 世帯数と人口
2018年（平成30年）11月30日現在の世帯数と人口は以下の通りである。
| 大字 | 世帯数  | 人口    |
| ---- | ------- | ------- |
| 網代 | 810世帯 | 1,419人 |

## 歴史

### 地名の由来
網代漁港が網を入れる漁夫の漁場で、網を入れる場所である網代の名が村名となった。

### 沿革
- 江戸時代は「京大阪に江戸網代」といわれ、江戸への海路の要衝として諸国の廻船でにぎわった。滞在中に船荷を売るときはその斡旋の口銭があったほか、航海中に濡れて上納できなくなった「濡米」が流通し、活気に満ちた港町であった[4]。
- 「旧高旧領取調帳」[5]の記載によると、明治初年時点で韮山代官所および旗本酒井氏が管轄した。
- 1868年（慶応4年）
  - 6月29日 - 新政府が韮山代官所に韮山県を設置。韮山県の管轄となる。
  - 10月14日 - 網代港にて軍艦『翔鶴丸』が爆発炎上。町家へ延焼して275戸が被害[6]。
- 1871年（明治4年）11月14日 - 第1次府県統合により全域が足柄県の管轄となる。
- 1876年（明治9年）4月18日 - 第2次府県統合により全域が静岡県の管轄となる。
- 1889年（明治22年）4月1日 - 町村制施行に伴い、近世からの網代村が単独で自治体を形成し、賀茂郡網代村が発足する。
- 1896年（明治29年）4月1日 - 郡制の施行により所属郡が田方郡に変更される。
- 1924年（大正13年）5月27日 - 網代村が町制施行して網代町が発足する。
- 1957年（昭和32年）4月1日 - 網代町が熱海市に編入される。熱海市の大字として網代が設置される。

## 経済
- 網代漁港
  - いとう漁業協同組合網代支所
- 網代温泉

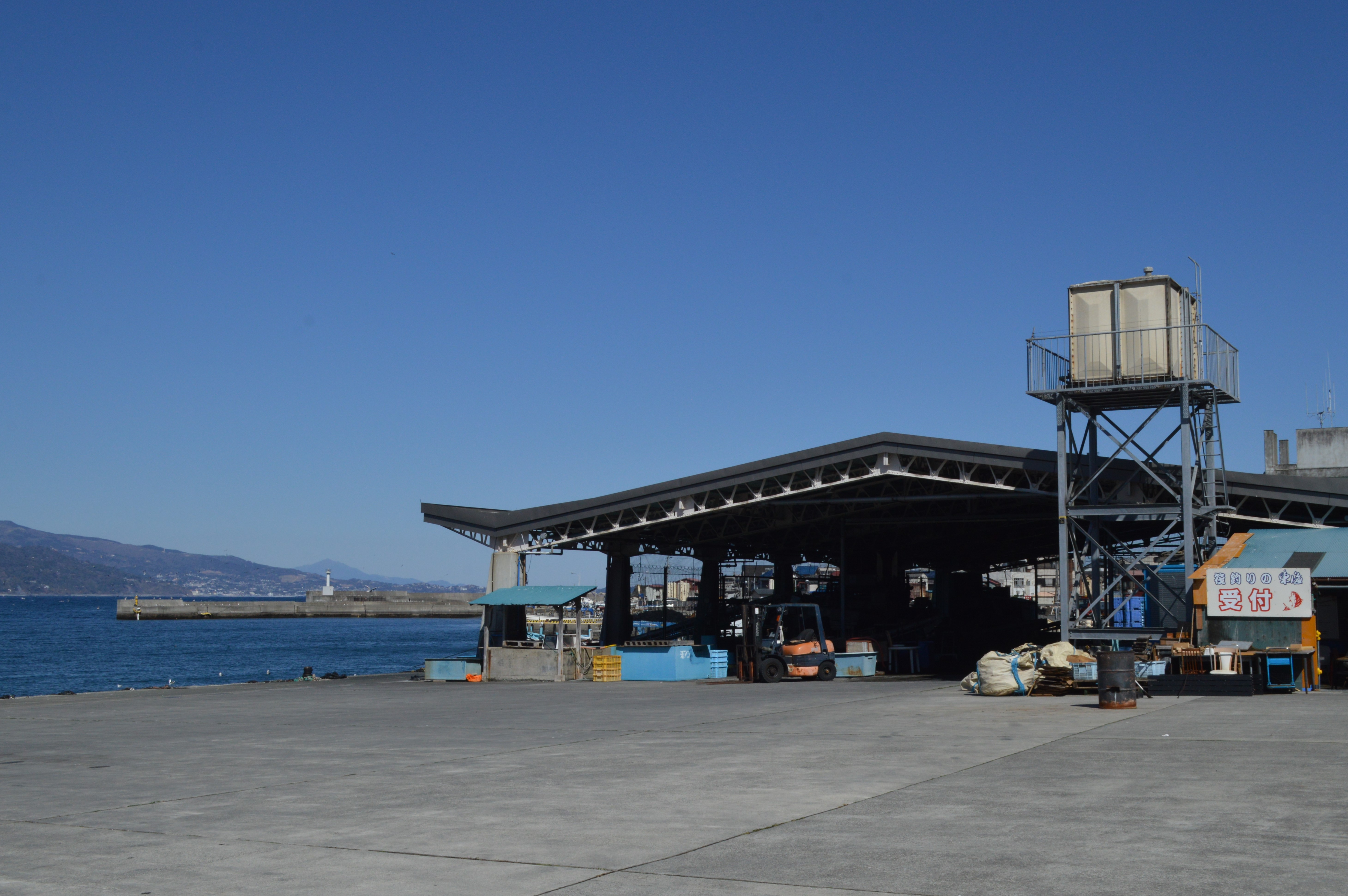
いとう漁業協同組合網代支所

## 交通

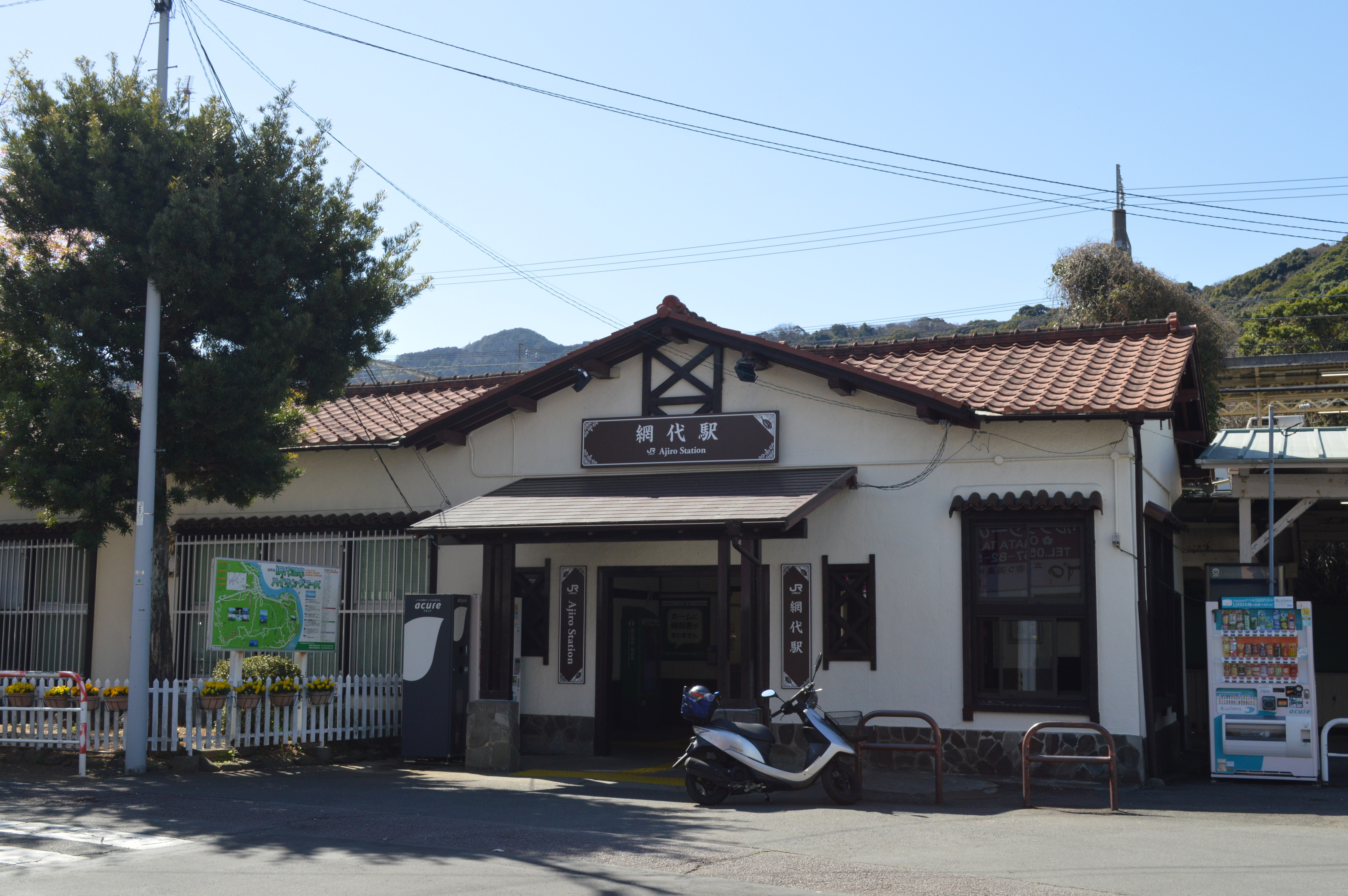
JR伊東線網代駅（※所在地は熱海市網代ではなく熱海市下多賀）

JR東日本伊東線網代駅は、熱海市網代ではなく隣接する熱海市下多賀に所在する。

### バス
- 伊豆東海バス熱海事業所
  - 熱海駅 - お宮の松 - 熱海ハーブ&ローズガーデン - 多賀車庫前 - 網代旭町 - 弘法滝
  - 熱海駅 - お宮の松 - 熱海ハーブ&ローズガーデン - 多賀車庫前 - 網代旭町
  - 熱海駅 - 咲見町 - 熱海ハーブ&ローズガーデン - 多賀車庫前 - 網代旭町 - 弘法滝
  - 熱海駅 - 咲見町 - 熱海ハーブ&ローズガーデン - 多賀車庫前 - 網代旭町

### 道路
- 国道135号
  - 宇佐美-網代バイパス

## 教育

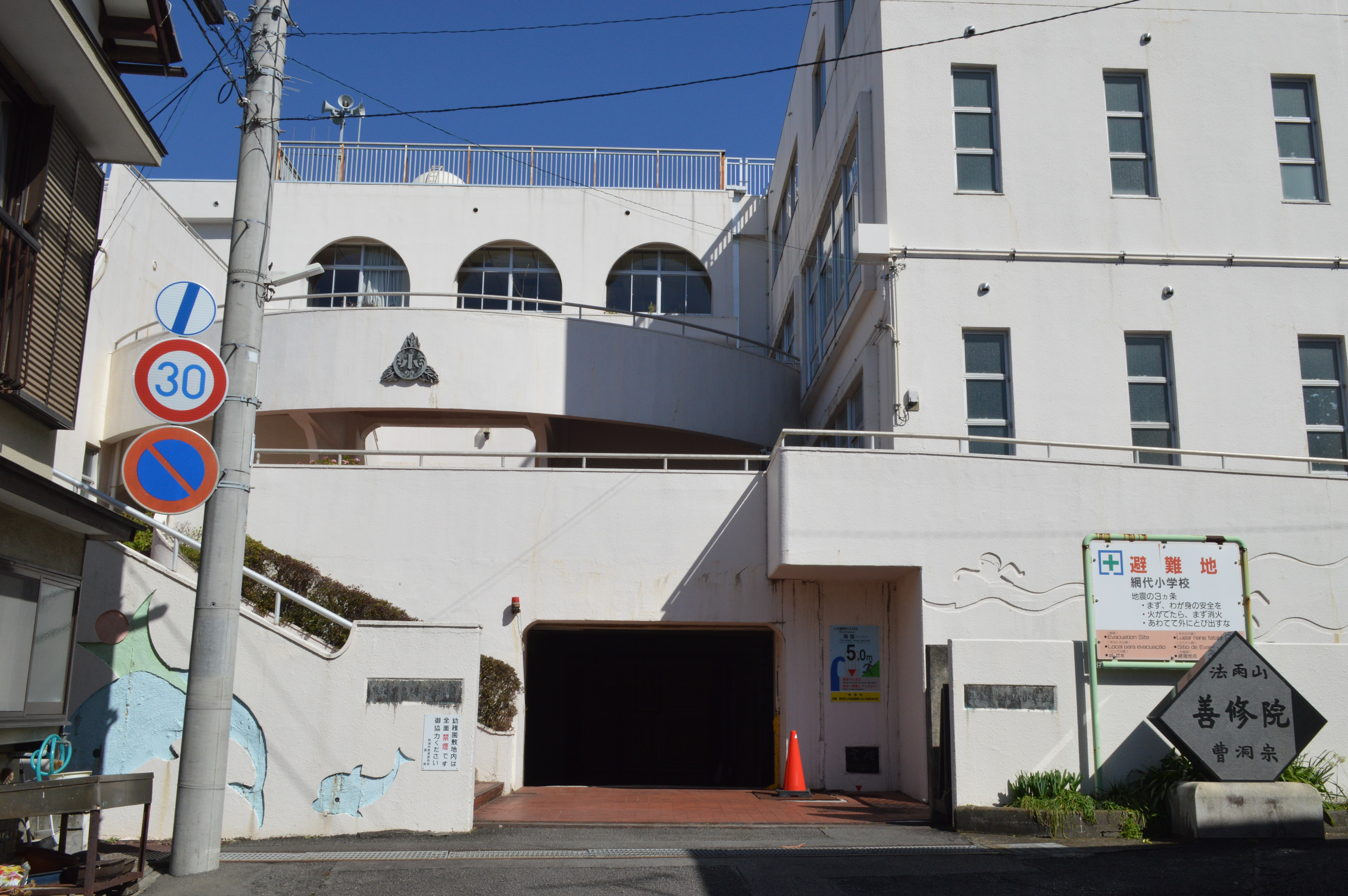
熱海市立網代小学校

### 小学校
- 熱海市立網代小学校 - 2021年3月閉校。

### 中学校
- 熱海市立網代中学校 - 2006年3月閉校。

## 施設
- 網代郵便局
- 熱海市網代公民館
- 網代栄会館
- 網代朝日山公園
- 網代魚市場
- 熱海網代テレビ中継局
- 気象庁網代特別地域気象観測所
- 日本郵便の郵便番号は413-0103[2]（集配局：熱海郵便局[7]）。
- 警察の管轄区域は全域が熱海警察署南熱海交番[8]。

## 名所・旧跡

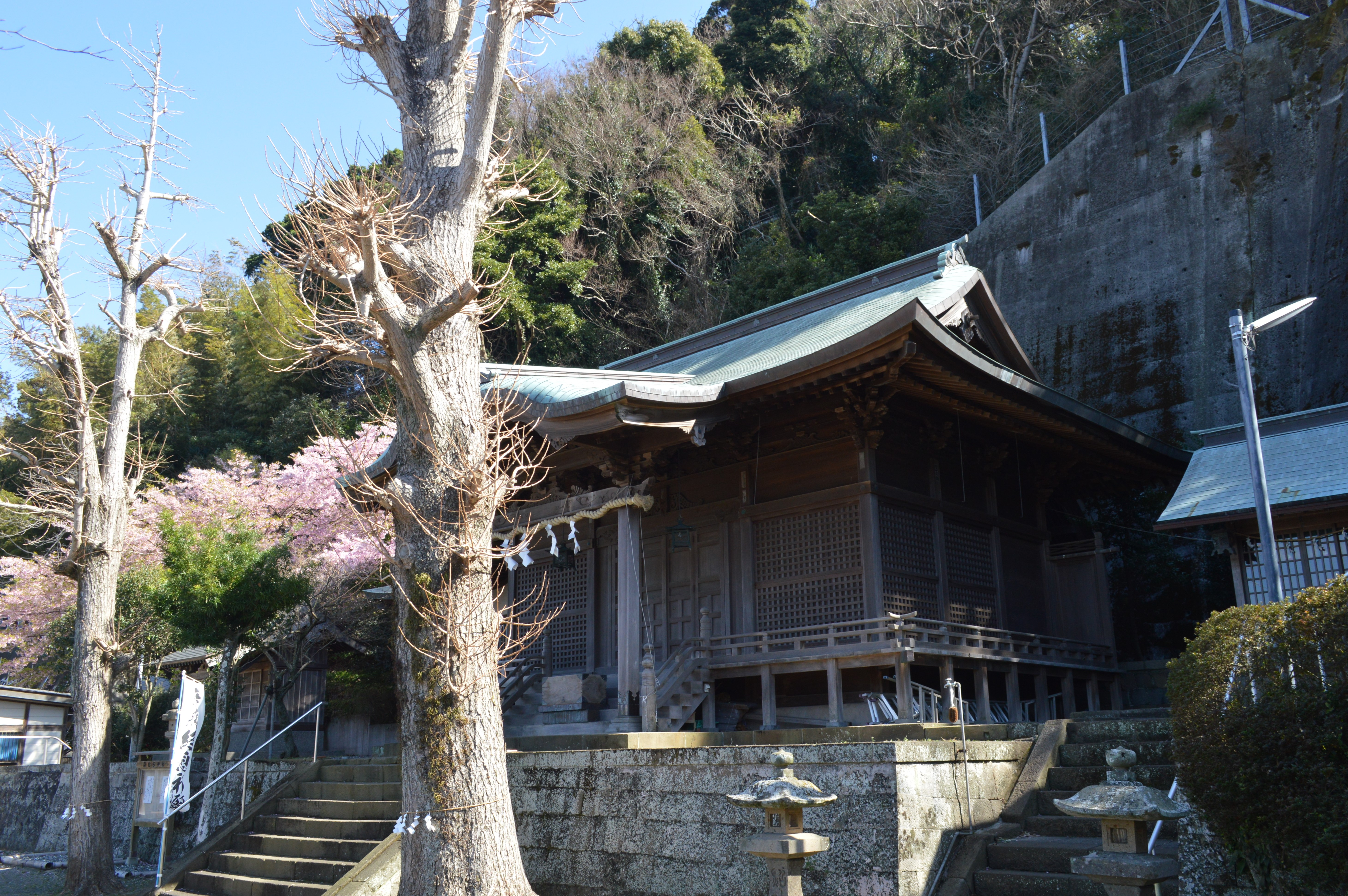
阿治古神社

- 阿治古神社 - 7月下旬には例大祭が行われ、御神幸行列では船形の神輿「両宮丸」が使用される[9]。御神幸行列では秀吉から使用が許された模様「流れ瓢箪」[9][10]、徳川秀忠（家光とも）から使用が許された「白の吹き流し」が使用される[10]。例大祭で行われる阿治古神社鹿島踊は熱海市無形文化財に指定されている。
- 弁天神社
- 若宮神社
- 善修院
- 長延寺
- 教安寺
- 安養寺
- 網代長谷観音

## 文化
- 大漁桜（タイリョウザクラ） - 熱海市立多賀中学校の元校長である角田春彦が作出した、2月下旬〜3月上旬に開花する早咲き品種。原木は網代漁港にあったが、1998年頃に漁業関係者が阿治古神社に寄贈し、本殿脇に2本植えられている[11]。